# Liggende ganzenvoet
Liggende ganzenvoet (Dysphania pumilio, basioniem: Chenopodium pumilio) is een soort uit het geslacht klierganzenvoet (Dysphania).

## Determinatie
Liggende ganzenvoet is een kruidachtige plant. Ze wordt ± 10–15 cm hoog en heeft een liggende of opstijgende behaarde stengel. De bladeren zijn regelmatig gelobd, hebben een afgestopte top en zijn lancetvormig. Ze zijn 0,5–2,7 cm lang en 0,3–1,5 cm breed. De bladsteel is tussen de 0,3 en 1,5 centimeter lang. Aan de onderzijde van de bladeren zitten de klierharen met de bijbehorende grote geelgekleurde zittende behaarde klieren. De toppen van de bladeren buigen zich over de vrucht.
Het bloembekleedsel bestaat uit vijf verschillende segmenten. De zaden hebben een roodbruine kleur. Ze zijn tussen de 0,5 en 0,7 millimeter lang, tussen de 0,5 en 0,6 millimeter breed en hebben een gladde huid. De bloemkluwens zijn even lang als dat deze breed zijn. De bloemdekbladeren verkleuren wanneer de plant vrucht draagt, ze worden dan witter.

## Ecologie
Liggende ganzenvoet is een uitgesproken thermofiele pioniersoort van eutrofe storingsmilieus. Ze komt voor in het stroomgebied van de grote rivieren, waar de soort voornamelijk op de zomers droogvallende zandstrandjes langs de Waal groeit. Tevens is de soort bekend van ruderale stenige plaatsen zoals parkeerplaatsen, spoorwegemplacementen en braakliggende terreintjes.

## Verspreiding
Liggende ganzenvoet komt onder andere voor in Europa, Zuid-Amerika, Noord-Amerika, Australië, Nieuw-Zeeland, Oost-Azië (waaronder Japan) en de Verenigde Staten. Ze komt oorspronkelijk uit Australië en Nieuw-Zeeland. In Nederland is zij een ingeburgerde neofyt.